# I Don't Wanna Be a Soldier Mama
〈I Don't Wanna Be a Soldier Mama〉는 존 레논이 작곡하고 공연한 곡으로 1971년 그의 두 번째 정규 음반 《Imagine》에서 5번째 트랙으로 발매되었다. 그 노래는 사회의 기대에 어긋난다.

## 가사
이 곡은 25개의 단어만을 포함하고 있으며 1969년 비틀즈의 음반 《Abbey Road》에서 나온 레논의 〈I Want You (She's So Heavy)〉와 매우 흡사하다.

## 커버
이 곡은 1995년 그런지 슈퍼그룹 매드 시즌에 의해 수록되었으며 2013년 그들의 유일한 정규 음반 《Above》의 디럭스 버전으로 발매되었다. 이 표지는 레인 스탈리의 리드 보컬을 특징으로 한다.